# Site Magazin
SITE Magazin ist ein Künstlerprojekt, das 1998 von Ralf Brög, Sven Lütgen und Petra Rinck in Düsseldorf gegründet wurde.
Die Herausgeber studierten zwischen 1990 und 1996 an der Kunstakademie Düsseldorf.
Seit 2001 wird SITE von Ralf Brög und Petra Rinck geleitet. SITE versteht sich als Crossmedia-Plattform und beschäftigt sich mit Ausstellung, Produktion und Veröffentlichung von zeitgenössischen Kunstbeiträgen.
SITEmagazine ist eine Kunstzeitschrift, die in deutscher und englischer Sprache in einer Auflage von 1500 erscheint. Seit der Publikation des ersten Hefts im Jahr 1999 sind 13 Ausgaben in Kooperation mit verschiedenen Gegenwartskünstlern entstanden. SITEmagazine ist kein Review-Magazin, sondern eine Ausstellung in Print-Form. Die Zusammenstellung der künstlerischen Arbeiten ist experimentell und schließt Textbeiträge, Fotografien, Grafiken und Zeichnungen ein.
Seit SITE 11 wird mit Gastkuratoren zusammengearbeitet.
Zwischen 1998 und 2001 wurden parallel zum Magazin monatliche Soloausstellungen in dem SITE Ausstellungsraum organisiert. Außerdem wurden konzeptuelle und thematische Ausstellungen organisiert. 2006 eröffnete die SITE Galerie und wurde nach einer Serie von acht Ausstellungen wieder geschlossen.
Mit jeder Ausgabe bietet SITE speziell für das Magazin geschaffene Editionen von zeitgenössischen Künstlern an. Die Reihe der Kunsteditionen umfasst Unikate sowie Fotografien, Druckgrafiken und plastische Arbeiten.

## Einzelausstellung
- Besides, Popularity is a rather lumpy concept, no?, Kunsthalle Düsseldorf, 2004
- It is the Beginning of a beautiful friendship, Kunstverein Düsseldorf, 2000
- Site Productions, Neuer Aachener Kunstverein, 1999

## Künstler
In Solo- oder Gruppenausstellungen gab es Kooperationen unter anderem mit folgenden Künstlern:
Guy Bar Amotz, Matthew Brannon, David Burrows, Patty Chang, Marsha Cottrell, Arpad Dobriban, Thomas Fischer, Heike Gallmeier/Tolia Astakhishvili, Lothar Götz, Andreas Hofer, Kirsten Krüger, Stefan Löffelhard, Dorit Margreiter, Paul Morrison, Wilhelm Mundt, John Nixon, Thomas Roppelt, Dierk Schmidt, Bob und Roberta Smith, Stefan Schneider, DJ Simpson, Elaine Sturtevant, Joseph Suchy, Viktoria Wehrmeister, Jordan Wolfson, Markus Vater.
Zu den Magazinen erschienen Editionen von folgenden Künstlern: Markus Amm, Eric Bainbridge, Matthew Brannon, Ralf Brög, Tony Cragg, Elke Denda, Claus Föttinger, Liam Gillick, Lothar Götz, Terry Haggerty, Candida Höfer, Axel Hütte, Atsushi Kaga, Mischa Kuball, Denise Lasagni, Rita McBride, Simon Dybbroe Møller, Reinhard Mucha, Wilhelm Mundt, Manfred Pernice, Elizabeth Price, Tal R, Bernd Ribbeck, Thomas Ruff, Thomas Scheibitz, Thomas Schütte, Hartwig Schwarz, DJ Simpson, Dirk Skreber, Beat Streuli, Elaine Sturtevant, Lawrence Weiner, Gerhard Wittmann und Johannes Wohnseifer.